# (2321) Lužnice
(2321) Lužnice (1980 DB1; 1957 WF1; 1972 RZ3; 1973 YT2; 1975 GN; 1977 QX3; 1977 RG1; 1977 TN1) ist ein Asteroid des äußeren Hauptgürtels, der am 19. September 1980 von der tschechischen (damals: Tschechoslowakei) Astronomin Zdeňka Vávrová am Kleť-Observatorium auf dem Kleť in der Nähe von Český Krumlov in der Tschechischen Republik (IAU-Code 046) entdeckt wurde.

## Benennung
(2321) Lužnice wurde nach der Lainsitz (in der Tschechischen Republik Lužnice genannt), die über die Moldau und die Elbe in die Nordsee mündet.